# River Neales
River Neales är ett vattendrag i Australien. Det ligger i delstaten South Australia, omkring 780 kilometer norr om delstatshuvudstaden Adelaide.
Trakten runt River Neales är ofruktbar med lite eller ingen växtlighet. Trakten runt River Neales är nära nog obefolkad, med mindre än två invånare per kvadratkilometer. Genomsnittlig årsnederbörd är 151 millimeter. Den regnigaste månaden är februari, med i genomsnitt 46 mm nederbörd, och den torraste är juli, med 1 mm nederbörd.